# Gerhard Bernhard von Pölnitz

Wappen derer von Pölnitz (Poellnitz)

Gerhard Bernhard von Pölnitz, ab 1670 Freiherr von Pölnitz (ursprünglich Poellnitz, auch Gerhardt Bernard) (* 18. Januar 1617 in Oberpöllnitz; † 2. August 1679 in Buch) war ein kurbrandenburgischer Generalmajor, Ritter des Johanniterordens, Politiker, Gesandter in London, im Haag und in Mainz.

## Leben
Als Sohn des Hans Georg von Pöllnitz (1577–1622) und der Anna Petronella von Höll stammte er aus dem vogtländischen Adelsgeschlecht von Pölnitz. Er gründete die im Kurfürstentum Brandenburg ansässige Linie, die am 14. Februar 1676 bestätigt wurde. Am 20. Oktober 1654 wurde Pölnitz zum Kammerherrn des Kurfürsten ernannt. 1657 wurde er zum Oberst der Leibgarde und zum Stallmeister befördert. Im Sommer 1658 hielt sich Pölnitz als kurbrandenburgischer Gesandter am Kaiserhof in Wien auf. 1664 tötete er in einem Duell den Kämmerer Gebhard Truchseß zu Waldburg (* 20. Oktober 1638; † 9. Oktober 1664).
Am 10. Februar 1666 erfolgte seine Beförderung zum Generalmajor. In dieser Funktion wurde er am 23. Mai 1670 Gouverneur der Doppelstadt Berlin-Cölln. Die Erhebung in den Freiherrenstand erfolgte per Dekret vom 5. Oktober 1670.
1669/1670 hatte Pölnitz die Güter Buch bei Berlin, Karow und Birkholz von dem letzten von Roebel erworben. In den Jahren 1672 bis 1675 war er Gesandter im Haag (Generalstaaten).
In der Gruft des Vorgängerbaus der Schlosskirche Buch wurde er beigesetzt. Fontane berichtet, er habe den Sarg und den mumifizierten Leichnam gesehen, könne sich jedoch nicht verbürgen, dass das von ihm abgelesene Todesdatum (2. August 1679) richtig sei. 1923 wurde die Gruft zugemauert.

## Familie
Am 23. März 1642 heiratete er in ’s-Gravenhage eine uneheliche Tochter des niederländischen Prinzen und Helden Moritz von Oranien-Nassau, die Eleonora von Nassau (* ca. 1620; † März 1700). Sie war eine leibliche Cousine und enge Vertraute der Prinzessin Luise Henriette von Oranien, die 1646 den Kurfürsten Friedrich Wilhelm von Brandenburg heiratete.
Gerhard Bernhard von Pölnitz hatte folgende Kinder:
- Wilhelm Ludwig († 1693 in Maastricht) ⚭ Freiin Louise Catharina von Eulenburg († August 1711) (Eltern von Karl Ludwig von Pöllnitz und Friedrich Moritz von Pöllnitz)
- Henriette († 1706)

⚭ NN. von der Schulenburg
⚭ General Graf Franz du Hamel
- Johann Moritz ⚭ Louise von Börstel (Witwe des Generalleutnants Wilhelm von Brandt)
- Johanna ⚭ Freiherr Wilhelm Christoph von Isselstein, Lüneburgischer Obristwachtmeister[11]

## Ehrungen
1938 wurden die Parkstraße und der Mühlenweg in Berlin-Buch in Pölnitzweg umbenannt.